# Głos Powiatu Średzkiego
Głos Powiatu Średzkiego (skr. GPŚ) – lokalny tygodnik informacyjny, obejmujący swoim zasięgiem pięć gmin powiatu średzkiego: Środa Wlkp., Dominowo, Krzykosy, Nowe Miasto nad Wartą i Zaniemyśl, a także gminę Miłosław w powiecie wrzesińskim.
Gazeta ukazuje się od marca 2008 roku, a jej objętość wynosi 40 stron. Nakład wynosi 4500 egzemplarzy.
Redakcja prowadzi także portal internetowy GPŚ.pl.

## Dziennikarze i stali współpracownicy[3]

### Dział redakcyjny
- Mariusz Duda – redaktor naczelny
- Jędrzej Józefowicz – zastępca redaktora naczelnego
- Monika Banaszyńska – dziennikarka
- Jakub Marciniak – dziennikarz
- Maciej Taciak – dziennikarz

### Dział handlowy
- Mariusz Maciejewski
- Natalia Konarkowska

## Redaktorzy naczelni
- Anna Nowak
- Mariusz Maciejewski
- Sonia Langner
- Tomasz Małecki
- Radosław Jagieła
- Mariusz Duda

## Działalność w Internecie
Redakcja Głosu Powiatu Średzkiego prowadzi portal internetowy GPŚ.pl, a także konta w mediach społecznościowych, takich jak Facebook, Instagram, YouTube i TikTok.